# 수월관음도 (보물 제1286호)
수월관음도는 여러 모습으로 중생 앞에 나타나 고난에서 안락의 세계로 이끌어 주는 자비를 상징하는 관음보살이 사는 정토의 모습을 그린 것으로 대한민국 보물 제1286호로 지정되었다.

## 개요
이 그림은 고려시대의 작품으로 가로 52cm, 세로 1m 크기이며 보수작업으로 원래의 모습을 상당 부분 되찾아 상태가 매우 양호하다. 관음 보살은 화불이 있는 보관을 썼으며 치마를 입고 있다. 보관에서부터 전신을 감싸는 베일을 걸치고 오른발을 왼 무릎 위에 올려놓은 반가좌 자세이며 몸을 약간 틀어 오른쪽을 향한 채 바위 위에 앉아 있다. 관음보살의 등 뒤로는 한 쌍의 대나무가 표현되어 있고, 앞쪽으로는 버들가지가 꽂힌 꽃병이 있으며 주위에 금가루로 원형을 그려 놓았다. 왼쪽 아래 구석에는 허리를 굽혀 합장한 자세의 선재동자가 배치되어 있다. 윤곽선과 세부 묘사는 붉은색을 주로 사용했는데, 베일의 바탕과 주름선은 백색으로 그린 다음 금가루에 아교를 섞은 금니로 겹쳐 그렸고 안쪽에는 고려불화의 특징인 연화당초원문을 금니로 그려 넣었다. 치마는 붉은색을 칠하고 백색으로 거북등껍질 문양을 그린 다음 그 위에 먹선으로 덧그려 문양이 뚜렷하다.
이 그림은 전체적으로 안정된 모습이며 고려 불화의 전통적인 기법을 충실히 따르고 있어 수월관음도의 시대적 흐름을 파악할 수 있을 뿐만 아니라 섬세하고 절제된 아름다움을 느낄 수 있다.

## 같이 보기
- 수월관음도

## 참고 자료
- 수월관음도 - 국가유산청 국가유산포털

 본 문서에는 서울특별시에서 지식공유 프로젝트를 통해 퍼블릭 도메인으로 공개한 저작물을 기초로 작성된 내용이 포함되어 있습니다.